# Brachynemurus abdominalis
Brachynemurus abdominalis is een insect uit de familie van de mierenleeuwen (Myrmeleontidae), die tot de orde netvleugeligen (Neuroptera) behoort. 
Brachynemurus abdominalis is voor het eerst wetenschappelijk beschreven door Say in 1823.